# ORIGINAL SINGLE BACK TRACKS 1984-1999
『ORIGINAL SINGLE BACK TRACKS 1984-1999』（オリジナル・シングル・バック・トラックス・1984-1999）は2012年5月23日にリリースされたTM NETWORKのベスト・アルバム。

## 解説
2008年以来、約4年ぶりに活動再開したTM NETWORKベスト・アルバム。
本作はメインボーカルの入っていない史上初のオリジナル音源のインストゥルメンタル（以下、インスト）集となっており、コーラスのみが入っているオリジナルカラオケ（以下、オリカラ）である。基本的には「今作初収録曲」は「原則オリカラ」（一部除く）であるが、「過去にリリースされたシングルのC/Wがインスト曲」はリマスタリングとなっている。各シングル曲（A面曲）とそのC/W曲（B面曲）両方が収録されているが、対となる『ORIGINAL SINGLES 1984-1999』に収録されていない曲はこちらも合わせる形で未収録となっており、唯一例外となっているのが「Come on Let's Dance」のC/W曲「You can Dance」が未収録となっている。
「シングル1984-1999」とあるように、EPIC時代（1984年 - 1994年）とTRUE KiSS DiSC時代（1999年）が本作の収録範囲となっている。

## 収録曲

### DISC:1
| 全編曲: 小室哲哉。 |                                                      |            |                    |       |
| #                  | タイトル                                             | 作詞       | 作曲               | 時間  |
| 1.                 | 「1974 (16光年の訪問者)」                            | 西門加里   | 小室哲哉           | 3:57  |
| 2.                 | 「パノラマジック (アストロノーツの悲劇)」            | 麻生香太郎 | 木根尚登           | 4:09  |
| 3.                 | 「金曜日のライオン (Take it to the lucky)」          | 小室哲哉   | 小室哲哉           | 4:28  |
| 4.                 | 「クロコダイル・ラップ (Get away)」                  | 小室哲哉   | 小室哲哉           | 4:01  |
| 5.                 | 「アクシデント」                                     | 松井五郎   | 小室哲哉           | 4:31  |
| 6.                 | 「FANTASTIC VISION」                                 | 小室哲哉   | 小室哲哉           | 5:27  |
| 7.                 | 「DRAGON THE FESTIVAL (ZOO MIX)」                    | 小室哲哉   | 小室哲哉           | 7:12  |
| 8.                 | 「YOUR SONG ("D"Mix)」                               | 小室哲哉   | 小室哲哉・木根尚登 | 6:38  |
| 9.                 | 「Come on Let's Dance (This is the FANKS DYNA-MIX)」 | 神沢礼江   | 小室哲哉           | 3:53  |
| 10.                | 「GIRL」                                             | 神沢礼江   | 小室哲哉           | 4:44  |
| 11.                | 「雨に誓って〜SAINT RAIN〜」                         | 西門加里   | 小室哲哉・木根尚登 | 4:17  |
| 12.                | 「All-Right All-Night (No Tears No Blood)」          | 小室みつ子 | 小室哲哉           | 4:26  |
| 13.                | 「Self Control (方舟に曳かれて)」                    | 小室みつ子 | 小室哲哉           | 4:38  |
| 14.                | 「Get Wild」                                         | 小室みつ子 | 小室哲哉           | 4:00  |
| 15.                | 「Fighting (君のファイティング)」                    | 小室みつ子 | 小室哲哉           | 4:23  |
| 合計時間:          | 合計時間:                                            | 合計時間:  | 合計時間:          | 70:44 |

### DISC:2
| #         | タイトル                                     | 作詞       | 作曲               | 編曲                          | 時間  |
| --------- | -------------------------------------------- | ---------- | ------------------ | ----------------------------- | ----- |
| 1.        | 「KISS YOU」                                 | 小室みつ子 | 小室哲哉           | 小室哲哉                      | 4:55  |
| 2.        | 「RESISTANCE」                               | 小室みつ子 | 小室哲哉           | 小室哲哉                      | 4:51  |
| 3.        | 「COME BACK TO ASIA」                        | 小室みつ子 | 木根尚登           | 小室哲哉                      | 4:17  |
| 4.        | 「BEYOND THE TIME (メビウスの宇宙を越えて)」 | 小室みつ子 | 小室哲哉           | 小室哲哉                      | 4:51  |
| 5.        | 「SEVEN DAYS WAR」                           | 小室みつ子 | 小室哲哉           | 小室哲哉                      | 4:56  |
| 6.        | 「GIRL FRIEND」                              | 小室みつ子 | 木根尚登           | 小室哲哉                      | 4:53  |
| 7.        | 「COME ON EVERYBODY」                        | 小室哲哉   | 小室哲哉           | 小室哲哉                      | 4:53  |
| 8.        | 「JUST ONE VICTORY (Remix Version)」         | 小室哲哉   | 小室哲哉           | 小室哲哉                      | 4:45  |
| 9.        | 「STILL LOVE HER (失われた風景)」            | 小室哲哉   | 小室哲哉・木根尚登 | 小室哲哉                      | 5:22  |
| 10.       | 「GET WILD '89」                             | 小室みつ子 | 小室哲哉           | Pete Hammond                  | 3:57  |
| 11.       | 「KISS YOU (KISS JAPAN)」                    | 小室みつ子 | 小室哲哉           | Bernard Edwards               | 4:57  |
| 12.       | 「COME ON EVERYBODY (WITH NILE RODGERS)」    | 小室哲哉   | 小室哲哉           | Nile Rodgers and Andres Levin | 5:08  |
| 13.       | 「DIVE INTO YOUR BODY」                      | 小室みつ子 | 小室哲哉           | 小室哲哉                      | 5:09  |
| 14.       | 「THE POINT OF LOVERS' NIGHT」               | 小室哲哉   | 小室哲哉           | 小室哲哉                      | 6:29  |
| 合計時間: | 合計時間:                                    | 合計時間:  | 合計時間:          | 合計時間:                     | 69:23 |

### DISC:3
| 全編曲: 小室哲哉。 |                                       |                      |                    |       |
| #                  | タイトル                              | 作詞                 | 作曲               | 時間  |
| 1.                 | 「TIME TO COUNT DOWN」                | 小室みつ子           | 小室哲哉           | 4:42  |
| 2.                 | 「WORLD'S END」                       | 坂元裕二             | 小室哲哉           | 5:33  |
| 3.                 | 「RHYTHM RED BEAT BLACK」             | 坂元裕二             | 小室哲哉           | 6:03  |
| 4.                 | 「DREAMS OF CHRISTMAS」               | 小室哲哉             | 小室哲哉・木根尚登 | 6:34  |
| 5.                 | 「Love Train」                        | 小室哲哉             | 小室哲哉           | 5:25  |
| 6.                 | 「We love the EARTH」                 | 小室哲哉             | 小室哲哉           | 5:06  |
| 7.                 | 「WILD HEAVEN」                       | 小室みつ子           | 小室哲哉           | 5:19  |
| 8.                 | 「一途な恋」                          | 小室哲哉             | 小室哲哉           | 4:11  |
| 9.                 | 「Nights of The Knife」               | 小室みつ子           | 小室哲哉           | 6:21  |
| 10.                | 「GET WILD DECADE RUN」               | 小室みつ子・小室哲哉 | 小室哲哉           | 6:58  |
| 11.                | 「IT'S GONNA BE ALRIGHT」             | 小室哲哉             | 小室哲哉           | 4:28  |
| 12.                | 「10 YEARS AFTER -BOB BLOCKMAN MIX-」 | 小室哲哉             | 小室哲哉           | 4:43  |
| 13.                | 「80's」                              | 小室みつ子           | 木根尚登           | 4:39  |
| 14.                | 「Happiness×3 Loneliness×3」          | 小室みつ子           | 小室哲哉           | 4:38  |
| 合計時間:          | 合計時間:                             | 合計時間:            | 合計時間:          | 74:40 |

## 曲解説

### 凡例
- 無印：本作初収録曲（コーラスのみ存在する「オリカラ」）
- （●）：本作初収録曲（コーラスも一切存在しない「純然たるインスト」）
- （☆）：既存ではインスト曲であったが『新たにオリカラ』として収録された曲、
- （★）：既存のままで『リマスタリングのみ』。

※既存版と明らかに異なるアレンジ箇所は各々特記。

### DISC1
1. 1974 (16光年の訪問者)
2. パノラマジック (アストロノーツの悲劇)
3. 金曜日のライオン (Take it to the lucky)
4. クロコダイルラップ (Get away)
5. アクシデント
6. FANTASTIC VISION
7. DRAGON THE FESTIVAL (ZOO MIX)(Short Version)
既存版と若干異なり『2サビ→3Aメロ間の間奏』が少しカットされている。
8. YOUR SONG ("D"Mix)
既存版と若干異なり2サビ→リフレインまでの間奏が『オーケストラル・ヒットが省略されてドラムのみ』となっている。
9. Come on Let's Dance (This is the FANKS DYNA-MIX)(Short Version)
イントロ部分はシングル版で、リフレインやアウトロはアルバム版の構成でプロモーションビデオ版と同じテイクとなっている。
10. GIRL
11. 雨に誓って〜SAINT RAIN〜
12. All-Right All-Night (No Tears No Blood)(☆)
オリジナルシングル版では『1サビ→2Aメロの間奏は2フレーズ』であるが、本作では1フレーズとなっている。
13. Self Control (方舟に曳かれて)(★)
オリジナルシングル版ではアウトロはカットアウトであるが、本作ではフェードアウト。
14. Get Wild
後の2017年4月12日にシングルカットされる。
15. Fighting(君のファイティング)(●)

### DISC2
1. KISS YOU
2. RESISTANCE
3. COME BACK TO ASIA(●)
4. BEYOND THE TIME (メビウスの宇宙を越えて)(☆)
CDオリジナルシングル版ではアウトロはカットアウトであるが、本作ではEP版のフェードアウト。
5. SEVEN DAYS WAR
6. GIRL FRIEND(☆)
「SEVEN DAYS WAR MUSIC FROM THE ORIGINAL MOTION PICTURE SOUNDTRACK」収録のインストゥルメンタルバージョンはボーカルのパートをピアノが担当し、エンディングはピアノのアドリブでの演奏になっているが、このバージョンではエンディングのピアノの演奏はサビのフレーズを繰り返してフェードアウトする。
7. COME ON EVERYBODY(★)
8. JUST ONE VICTORY (たったひとつの勝利)(Remix Version)
9. STILL LOVE HER (失われた風景)(●)
既存版ではアウトロはフェードアウトであるが、本作ではカットアウトとなっている。
10. GET WILD '89(Short Version)(☆)
「7inch Version」を元にしたオリカラ版。インスト版はEpic/Sony Recordsより1991年に発売されたコンピレーションアルバム「BEAT EXPRESS ORIGINAL KARAOKE VOX for men」に収録されている。なお、このバージョンの元である「7inch Version」は2020年にリリースされた「Gift from Fanks M」に収録されている。
11. KISS YOU (KISS JAPAN)
12. COME ON EVERYBODY (with Nile Rodgers)
13. DIVE INTO YOUR BODY(★)
14. THE POINT OF LOVERS' NIGHT(★)

### DISC3
1. TIME TO COUNT DOWN
イントロのピアノ伴奏はアルバム『RHYTHM RED』と同じ2フレーズとなっている。ピアノ伴奏終了後の「TIME TO COUNT DOWN」の掛け声以外は曲中のコーラス等は一切入っていない。
2. WORLD'S END
3. RHYTHM RED BEAT BLACK
4. DREAMS OF CHRISTMAS
5. Love Train
6. We love the EARTH
7. WILD HEAVEN
歌い出しの「Just Wild Heaven」の掛け声が入っていない。
8. 一途な恋(★)
9. Nights of The Knife(★)
10. GET WILD DECADE RUN(★)
既存ではアナログ版のみであったが、今回CDデジタル音源として本作初収録。
11. IT'S GONNA BE ALRIGHT(★)
12. 10 YEARS AFTER -BOB BLOCKMAN MIX-(★)
13. 80's
14. Happiness×3 Loneliness×3(★)